# Дёвиль
Дёви́ль (фр. Deuxville) — коммуна во французском департаменте Мёрт и Мозель региона Лотарингия. Относится к  кантону Люневиль-Нор.	

## География
Дёвиль расположен в 22 км к юго-востоку от Нанси и к северо-западу от Люневиля. Соседние коммуны: Мекс на севере, Бонвиллер на северо-востоке, Жоливе и Люневиль на юго-востоке, Витримон и Антелю на юго-западе, Фленваль на западе, Кревик на северо-западе.

## Демография
Население коммуны на 2010 год составляло 408 человек.
| 1962 | 1968 | 1975 | 1982 | 1990 | 1999 | 2010 |
| ---- | ---- | ---- | ---- | ---- | ---- | ---- |
| 304  | 273  | 288  | 270  | 312  | 365  | 408  |

## Достопримечательности
- Церковь Дёвиль, придел XIV века, неф восстановлен в XX веке.